# Walther Schreiber
Carl Rudolf Walther Schreiber (Wipperdorf, 10 de junio de 1884-Berlín Occidental, 30 de junio de 1958) fue un político alemán. Miembro del Partido Democrático Alemán, fue ministro de Comercio del Estado Libre de Prusia de 1925 a 1932.
Tras terminar la Segunda Guerra Mundial, Schreiber continuó su carrera política en Alemania Occidental como miembro de la Unión Demócrata Cristiana (CDU). Se desempeñó como Alcalde de Berlín Oeste desde 1953 hasta 1955.

## Biografía
Estudió derecho y ciencias políticas en Munich, Halle, Berlín y Grenoble y obtuvo su doctorado en 1910. De 1911 a 1925, trabajó como abogado y notario en Halle. En 1919, fue elegido diputado del Parlamento prusiano en representación del Partido Democrático Alemán (DDP).
Después de la Segunda Guerra Mundial, Walther Schreiber fue uno de los fundadores de la Unión Demócrata Cristiana (CDU) el 26 de junio de 1945, dentro de la zona de ocupación soviética en Alemania.
En las elecciones en Berlín de 1950, fue el cabeza de lista de su partido. La CDU obtuvo el 24.6% de los votos y entró en una coalición tripartita junto al SPD y el FDP, bajo el alcalde socialdemócrata Ernst Reuter.
Después de la muerte de Reuter el 29 de septiembre de 1953, la coalición llegó a su fin y el SPD se pasó a la oposición. Schreiber se convirtió en alcalde de Berlín Occidental con el apoyo del FDP.
En las elecciones de 1954, el SPD obtuvo mayoría absoluta en la Cámara de Diputados. Otto Suhr se convirtió en alcalde de Berlín Occidental en coalición con la CDU de Schreiber, pese a que dicha unión no era técnicamente necesaria.
Schreiber falleció el 30 de junio de 1958 en Berlín Occidental.